# Grandala
Grandala (Grandala coelicolor) är en praktfull och säregen bergslevande asiatisk fågel som numera placeras i familjen trastar inom ordningen tättingar.

## Utseende
Grandalan är en långvingad och slank fågel med en kroppslängd på 19-23 centimeter. Hanen är mycket praktfull med sin övervägande lysande purpurblå dräkt samt svarta vingar och stjärt. Hona och ung hane är gråbruna med vita vingfläckar samt fint vitstreckat huvud och undersida.

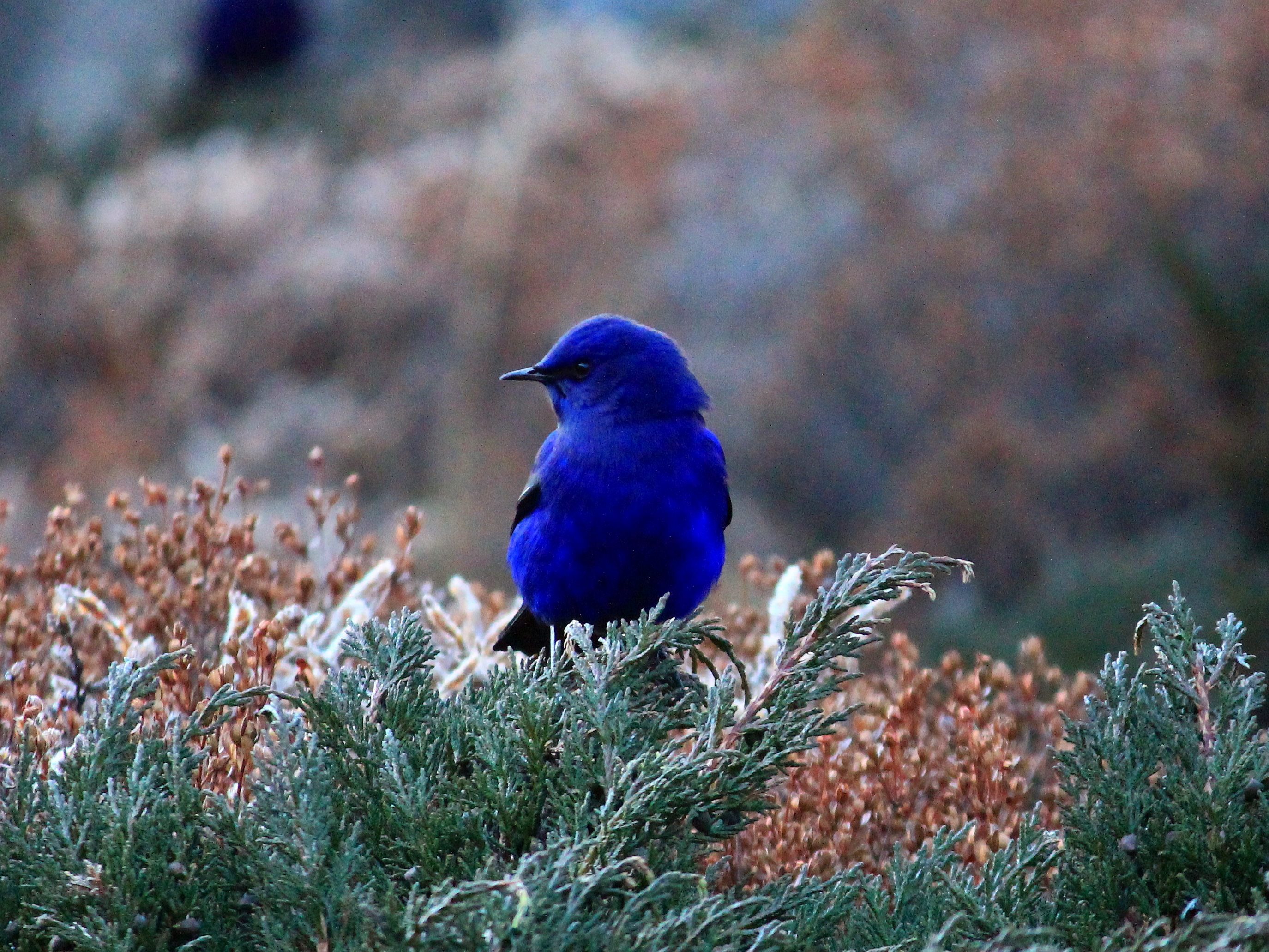

## Utbredning och systematik
Grandala förekommer från Kashmir till sydöstra Tibet, Myanmar och västra Kina. Den behandlas som monotypisk, det vill säga att den inte delas in i några underarter.

### Släktskap
Grandala placeras som enda art i släktet med samma namn, Grandala. Fågeln placerades tidigare i familjen flugsnappare. Studier visar dock att arten är en trast, möjligen systerart till de amerikanska sialiorna.

## Levnadssätt
Grandalan påträffas i bergstrakter på mycket hög höjd långt över trädgränsen, på klippiga sluttningar och steniga alpängar mellan 3900 och 5500 meter över havet. Vintertid rör den sig till lägre regioner. Den lever av insekter och bär, men besöker även fruktträdgårdar under hösten. Fågeln häckar mellan maj och juli. Den rätt stora boskålen placeras på en klipphylla, vari den lägger två grönvita ägg med rödbruna fläckar.

## Status och hot
Arten har ett stort utbredningsområde och en stor population med stabil utveckling och tros inte vara utsatt för något substantiellt hot. Utifrån dessa kriterier kategoriserar internationella naturvårdsunionen IUCN arten som livskraftig (LC). Världspopulationen har inte uppskattats men den beskrivs som lokalt mycket vanlig i Himalaya och ovanlig till lokalt vanlig i Kina.

## Namn
Fågelns svenska namn tillika det vetenskapliga släktesnamnet är en kombination av latinets grandis ("stor") och ala ("vinge").